# Charlie Chan in Paris
Charlie Chan in Paris (bra Charlie Chan em Paris) é um filme norte-americano de 1935, do gênero comédia dramático-policial, dirigido por Lewis Seiler.
É o sétimo filme produzido pela Fox com Warner Oland como Charlie Chan. Tido como um filme perdido durante muitos anos, está agora disponível em DVD como parte da coleção lançada pela 20th Century Fox "Charlie Chan Collection, Vol. 1".

## Elenco
- Warner Oland como Charlie Chan
- Mary Brian como Yvette Lamartine
- Thomas Beck como Victor Descartes
- John Miljan como Albert Dufresne
- Erik Rhodes como Max Corday
- Murray Kinnell como Henri Latouche
- Keye Luke como Lee Chan, filho número 1 de Charlie
- Henry Kolker como Sr. Paul Lamartine
- Dorothy Appleby como Nardi